# Cyrtocarpa
Cyrtocarpa  es un género de plantas con 5 especies,  perteneciente a la familia de las anacardiáceas.

## Taxonomía
El género fue descrito por Carl Sigismund Kunth y publicado en Nova Genera et Species Plantarum (quarto ed.) 7: ed. quart. 20, pl. 609. 1824. La especie tipo es: Cyrtocarpa procera

## Especies
| - Cyrtocarpa caatingae - Cyrtocarpa edulis | - Cyrtocarpa procera - Cyrtocarpa quinquestila - Cyrtocarpa velutinifolia |